# Moisés Saba
Moisés Saba Masri (Ciudad de México, 1963 - Cuajimalpa, Ciudad de México, 10 de enero de 2010) fue un empresario mexicano de origen judío sirio que estudió ingeniería industrial en la Universidad Anáhuac de México y pertenecía a una estirpe de empresarios con presencia en diversos sectores. 
Desde junio de 1999 había sido presidente del Consejo de Administración, Consejero Propietario y Presidente Ejecutivo de Unefón, operadora mexicana de telefonía móvil enfocada en el mercado masivo.
También perteneció al Consejo Directivo de numerosas compañías mexicanas, entre ellas Cosmofrecuencias, proveedor de acceso inalámbrico de Internet banda ancha, donde fungía como presidente ejecutivo. Formó parte del Consejo de Administración de varias empresas dentro del ramo textil y medios de comunicación; fue presidente ejecutivo de Industrias Textiles Ayotla, Grupo Alsavisión y otros negocios privados propiedad de su familia. Uno de sus principales negocios era el de bienes raíces, y en el 2006 adquirió 5 mil propiedades que puso en venta el IPAB.
En 1993, adquirió el 50 por ciento de Radio Televisora Centro, S.A. de C.V., compañía que compró al gobierno mexicano TV Azteca, S.A. de C.V. En la televisión poseía el 10 por ciento de las acciones de TV Azteca. Negoció la transacción para comprar el equipo de fútbol Veracruz, y en 1996 el equipo de fútbol Morelia.
También operaba los cines Ecocinemas y tenía dos hoteles en Acapulco, el Grand Hotel Acapulco y el Crowne Plaza. En Israel contaba con un canal de televisión.
Hasta 1998, fue miembro del Consejo de Administración de Controladora Mexicana de Comunicaciones, S.A. de C.V. (Grupo Televisión Azteca) y Compañía Operadora de Teatros, S.A. de C.V.
El 18 de octubre de 2007 intentó, al lado de Alberto Saba Rafoul, adquirir Aeroméxico, participando en una subasta, pero el Instituto para la Protección al Ahorro Bancario declaró ganador a un grupo de empresarios respaldado por Banamex.
Era presidente del grupo Celha desarrollador inmobiliario de centros comerciales, creó el concepto de construir espacios comerciales sobre las estaciones del metro y en los paraderos de autobuses donde transitan multitudes todos los días, evitando la dificultad de llevar a los centros comerciales al consumidor, "llevamos la tienda al cliente y no el cliente a la tienda" construyó en las seis estaciones donde opera el tren suburbano.
Ganó, a través de inmobiliaria IUZA, la licitación para la construcción del paradero Zaragoza, donde tenía planeado desarrollar un gran centro comercial.
El 10 de enero del 2010 falleció tras la caída de su helicóptero en Cuajimalpa junto con tres de sus familiares.